# Ferdinando Innocenti
Ferdinando Innocenti (Pescia, 1 de setembro de 1891 — 1966) foi um construtor de automóveis italiano.
Foi o fundador da Innocenti e criador da motoneta conhecida como Lambretta.

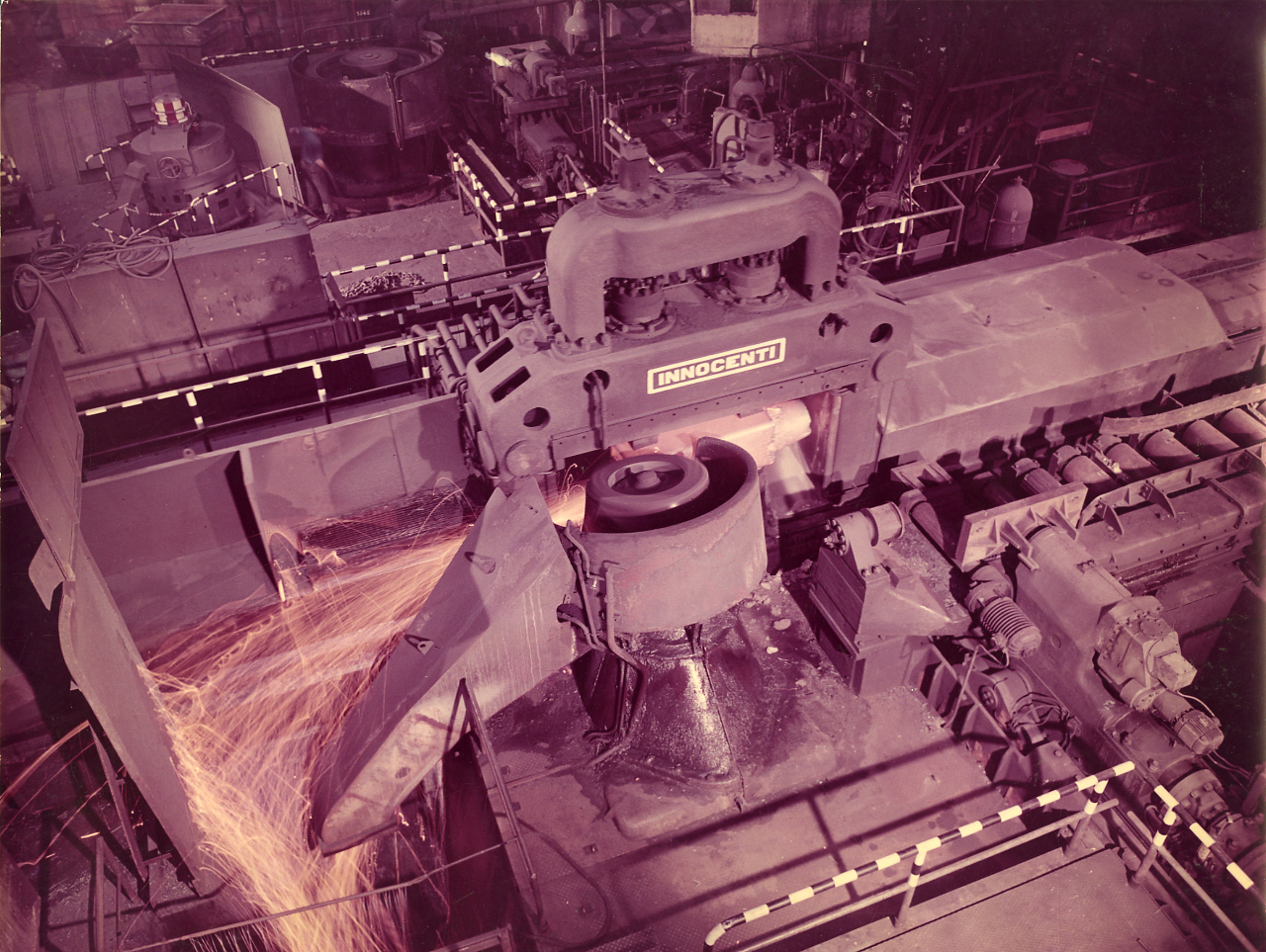
Máquinas Innocenti, foto de Paolo Monti, 1960